# Edilberto Regalado
Edilberto Regalado Ordóñez  (1 de mayo de 1964, Juchitán - 19 de marzo de 2023, ibidem) fue un tenor oaxaqueño de origen zapoteco.

## Biografía
Desde niño le gustó cantar por influencia de su padre, quien falleció. Regalado quiso imitarle y su madre le dijo que "no cantaba como su papá", por lo que decidió estudiar canto. Emigró desde joven a la Ciudad de México para estudiar ingeniería química, pero se inclinó por el canto y decidió estudiar en el Conservatorio Nacional de Música de México. Gracias a un concurso, ganó una beca para estudiar en la Casa de Ópera de Zúrich, Suiza. 
En 1993 formó parte del programa del Festival Cervantino de Guanajuato.
En 1994 participó en la inauguración del Teatro de las Artes de la Ciudad de México interpretando el papel de Roggiero en la histórica representación de Ildegonda, del compositor mexicano Melesio Morales. Pasaron 128 años para que dicha obra fuera reinterpretada. La representación de Ildegonda se grabó en discos compactos, los cuales ganaron el premio del Orfeo de Oro otorgado por la Academia del Disco Lírico de Francia.
Desde 1997 vivió en Alemania con su esposa e hija, residiendo específicamente en la ciudad de Eisenach. 
Ha interpretado obras en su lengua materna zapoteco, así como en español, alemán e italiano.
Falleció repentinamente a causa de un infarto mientras cantaba en una festividad religiosa el 19 de marzo de 2023 en su ciudad natal Juchitán, Oaxaca.
La cantante Natalia Cruz lamentó su muerte: 

La musica istmeña está hoy de luto. Una tristísima noticia atraviesa hoy nuestro corazón: nuestro querido amigo, compañero y paisano, el cantante binnizá Edilberto Regalado ha partido a los brazos de Xunaxido a entonar con su garganta de rayo de obsidiana, con su hermosa voz de tenor zapoteca, las canciones de nuestro pueblo allá en la eternidad. Lo recordaremos siempre con entrañable cariño. Nuestras condolencias y solidaridad para con sus familiares.

El cantautor Víctor Robles dijo:

Se nos fue un grande de la música, un gran compositor e intérprete, un hombre íntegro que amó a su familia, a su pueblo, a su país. Un hombre que nunca se arredró ante las dificultades del lenguaje, de las fronteras y por el contrario, logró superarlas y nos demostró que su humildad y sencillez vivirán más allá de su muerte.

## Discografía
- Melesio Morales, Ildegonda. Forlane, 2007.